# Hexatoma fultonensis
Hexatoma fultonensis är en tvåvingeart som först beskrevs av Alexander 1912.  Hexatoma fultonensis ingår i släktet Hexatoma och familjen småharkrankar. Inga underarter finns listade i Catalogue of Life.